# Dascyllus strasburgi
Dascyllus strasburgi är en fiskart som beskrevs av Klausewitz, 1960. Dascyllus strasburgi ingår i släktet Dascyllus och familjen Pomacentridae. Inga underarter finns listade i Catalogue of Life.